# Chavana
Chavana(s) o Chabanas(s) ?? en occità i Chavannes en francès és un municipi francès, situat al departament de la Droma i a la regió d'Alvèrnia-Roine-Alps. L'any 2007 tenia 447 habitants.

## Demografia

### Població
El 2007 la població de fet de Chavannes era de 447 persones. Hi havia 174 famílies de les quals 30 eren unipersonals (19 homes vivint sols i 11 dones vivint soles), 61 parelles sense fills, 64 parelles amb fills i 19 famílies monoparentals amb fills.
La població ha evolucionat segons el següent gràfic:
Habitants censats

### Habitatges
El 2007 hi havia 184 habitatges, 174 eren l'habitatge principal de la família, 3 eren segones residències i 7 estaven desocupats. 166 eren cases i 17 eren apartaments. Dels 174 habitatges principals, 128 estaven ocupats pels seus propietaris, 35 estaven llogats i ocupats pels llogaters i 11 estaven cedits a títol gratuït; 2 tenien una cambra, 3 en tenien dues, 13 en tenien tres, 48 en tenien quatre i 108 en tenien cinc o més. 143 habitatges disposaven pel capbaix d'una plaça de pàrquing. A 65 habitatges hi havia un automòbil i a 104 n'hi havia dos o més.

### Piràmide de població
La piràmide de població per edats i sexe el 2009 era:
| Homes | Edats   | Dones |
| ----- | ------- | ----- |
| 0     | 95 o +  | 0     |
| 0     | 90 a 94 | 0     |
| 0     | 85 a 89 | 4     |
| 0     | 80 a 84 | 0     |
| 4     | 75 a 79 | 8     |
| 12    | 70 a 74 | 12    |
| 12    | 65 a 69 | 16    |
| 8     | 60 a 64 | 12    |
| 4     | 55 a 59 | 0     |
| 12    | 50 a 54 | 8     |
| 12    | 45 a 49 | 8     |
| 28    | 40 a 44 | 32    |
| 28    | 35 a 39 | 16    |
| 8     | 30 a 34 | 28    |
| 0     | 25 a 29 | 8     |
| 12    | 20 a 24 | 0     |
| 16    | 15 a 19 | 20    |
| 32    | 10 a 14 | 12    |
| 24    | 5 a 9   | 28    |
| 0     | 0 a 4   | 16    |

## Economia
El 2007 la població en edat de treballar era de 284 persones, 219 eren actives i 65 eren inactives. De les 219 persones actives 194 estaven ocupades (98 homes i 96 dones) i 23 estaven aturades (10 homes i 13 dones). De les 65 persones inactives 28 estaven jubilades, 22 estaven estudiant i 15 estaven classificades com a «altres inactius».

### Ingressos
El 2009 a Chavannes hi havia 178 unitats fiscals que integraven 478 persones, la mediana anual d'ingressos fiscals per persona era de 17.750 €.

### Activitats econòmiques
Dels 11 establiments que hi havia el 2007, 2 eren d'empreses extractives, 1 d'una empresa de fabricació d'altres productes industrials, 2 d'empreses de construcció, 2 d'empreses de comerç i reparació d'automòbils, 1 d'una empresa d'hostatgeria i restauració, 1 d'una empresa immobiliària, 1 d'una empresa de serveis i 1 d'una empresa classificada com a «altres activitats de serveis».
Dels 4 establiments de servei als particulars que hi havia el 2009, 1 era un paleta, 1 electricista, 1 perruqueria i 1 restaurant.
L'any 2000 a Chavannes hi havia 25 explotacions agrícoles que ocupaven un total de 399 hectàrees.

## Equipaments sanitaris i escolars
El 2009 hi havia una escola elemental integrada dins d'un grup escolar amb les comunes properes formant una escola dispersa.

## Poblacions més properes
El següent diagrama mostra les poblacions més properes.